# Комен
Комен (словен. Komen) је градић и управно средиште истоимене општине Комен, која припада Обално-Крашкој регији у Републици Словенији.
По попису становништва из 2011. године насеље Комен имало је 650 становника.

## Историја
До територијалне организације у Републици Словенији налазио се у саставу општине Сежана.